# Armand Fourot
Armand Fourot, né le 10 mars 1834 à Évaux-les-Bains (Creuse) et mort le 4 mai 1882 à Aubusson (Creuse), est un homme politique français.

## Biographie
Gilbert Armand Fourot est issu d'une famille d'hommes de loi de la Marche. Son père, Victor, était avocat, puis juge de paix.
Gros propriétaire exploitant, maire d'Évaux, il est révoqué en 1873. Conseiller général du canton d'Évaux-les-Bains de 1871 à sa mort en 1882, il est député de la Creuse de 1876 à 1882 et siège à gauche. Il est l'un des 363 qui refusent la confiance au gouvernement de Broglie, le 16 mai 1877.
De son mariage en 1861 avec Céline Raymon, fille d'un notaire, il a eu deux filles. L'aînée, Marie-Thérèse, a épousé Honoré Martinon, député de la Creuse de 1889 à 1898.
Il fait construire le château de Budelle, grosse maison bourgeoise à Évaux, un peu à l'écart au nord-est de la ville..

## Hommage
- Buste d'Armand Fourot, monument situé sur la place de l'église d'Évaux-les-Bains, œuvre de la sculptrice Anna Quinquaud (1909).

## Sources
- « Armand Fourot », dans Adolphe Robert et Gaston Cougny, Dictionnaire des parlementaires français, Edgar Bourloton, 1889-1891 [détail de l’édition]